# Диапории
Диапо́рии (греч. Διαπόριοι), также Пендани́сия (Πεντανήσια, дословно — «Пятиостровье») — небольшая группа необитаемых островов  в заливе Сароникос к востоку от сел Корфос и Софикон на побережье Коринфии, к северо-западу от островов Ангистрион и Эгина и к юго-востоку от Айи-Теодори. Включает пять крупных островов: Трагониси, Айос-Томас, Айос-Иоанис, Леду и Ипсили, а также мелкие острова: Платья (Πλατειά), Стахторойи (Σταχτορροή), Молади (Μολάδι), Прасу (Πρασού), Анагностис (Αναγνώστης), Курмулудес (Κουρμουλούδες) и другие.
Административно входит в сообщество Эгина в общине Эгина в периферийной единице Острова в периферии Аттика.